# União das Freguesias de Cerva e Limões
Die União das Freguesias de Cerva e Limões ist eine portugiesische Gemeinde (Freguesia) im Kreis (Concelho) Ribeira de Pena im Norden Portugals.

## Geschichte
Die Gemeinde entstand im Zuge der Gebietsreform vom 29. September 2013 durch die Zusammenlegung der ehemaligen Gemeinden Cerva und Limões.
Cerva wurde Sitz der neuen Verwaltung.

## Demographie
| Freguesia | Freguesia      | Freguesia | Freguesia       | ehemalige Freguesias | ehemalige Freguesias | ehemalige Freguesias | ehemalige Freguesias |
| --------- | -------------- | --------- | --------------- | -------------------- | -------------------- | -------------------- | -------------------- |
| Wappen    | Freguesia      | Einwohner | Fläche in (km²) | Wappen               | Freguesia            | Einwohner            | Fläche in (km²)      |
|           | Cerva e Limões | 2285      | 60,04           |                      | Cerva                | 2284                 | 42,22                |
|           | Cerva e Limões | 2285      | 60,04           | Limões               | 335                  | 17,82                |                      |